# Juratîn, Busk
Juratîn (în ucraineană Журатин) este un sat în comuna Kizliv din raionul Busk, regiunea Liov, Ucraina.

## Demografie
Componența lingvistică a localității Juratîn
     Ucraineană (100%)
Conform recensământului din 2001, toată populația localității Juratîn era vorbitoare de ucraineană (100%).